# Рукар, Марк
Марк Рукар (фр. Marc Rucart, 1893—1964) — французский политический деятель, масон.

## Биография
Родился 24 июля 1893 года в Куломмэ, в департаменте Сена и Марна, одном из департаментов региона Иль-де-Франс, Франция.
Получил образование адвоката, был членом Радикальной партии и ярым противником тюрем. Он будет несколько раз министром юстиции Третьей республики, и будет в качестве министра юстиции включён в правительство Народного фронта и станет участником Национального совета сопротивления.
Он является депутатом от Вогезы с 1928 по 1940 годы. Был сенатором с 1947 по 1958 годы.
Он руководил газетой «Прогресс в Луаре».
Рукар умер 23 февраля 1964 года в Париже.

### В масонстве
Он также являлся активным масоном. Посвящён Рукар был 6 февраля 1916 года в Орлеане в ложе «Независимость» ( L’Indépendance) № 398 находившейся под юрисдикцией Великой ложи Франции, и присоединившейся в 1925 году к Великому востоку Франции, войдя с состав лож Вогезы. Большая часть деятельности Рукара была посвящена Международному смешанному масонскому ордену «Право человека», к которому он присоединяется в 1929 году.